# Monsters of Rock

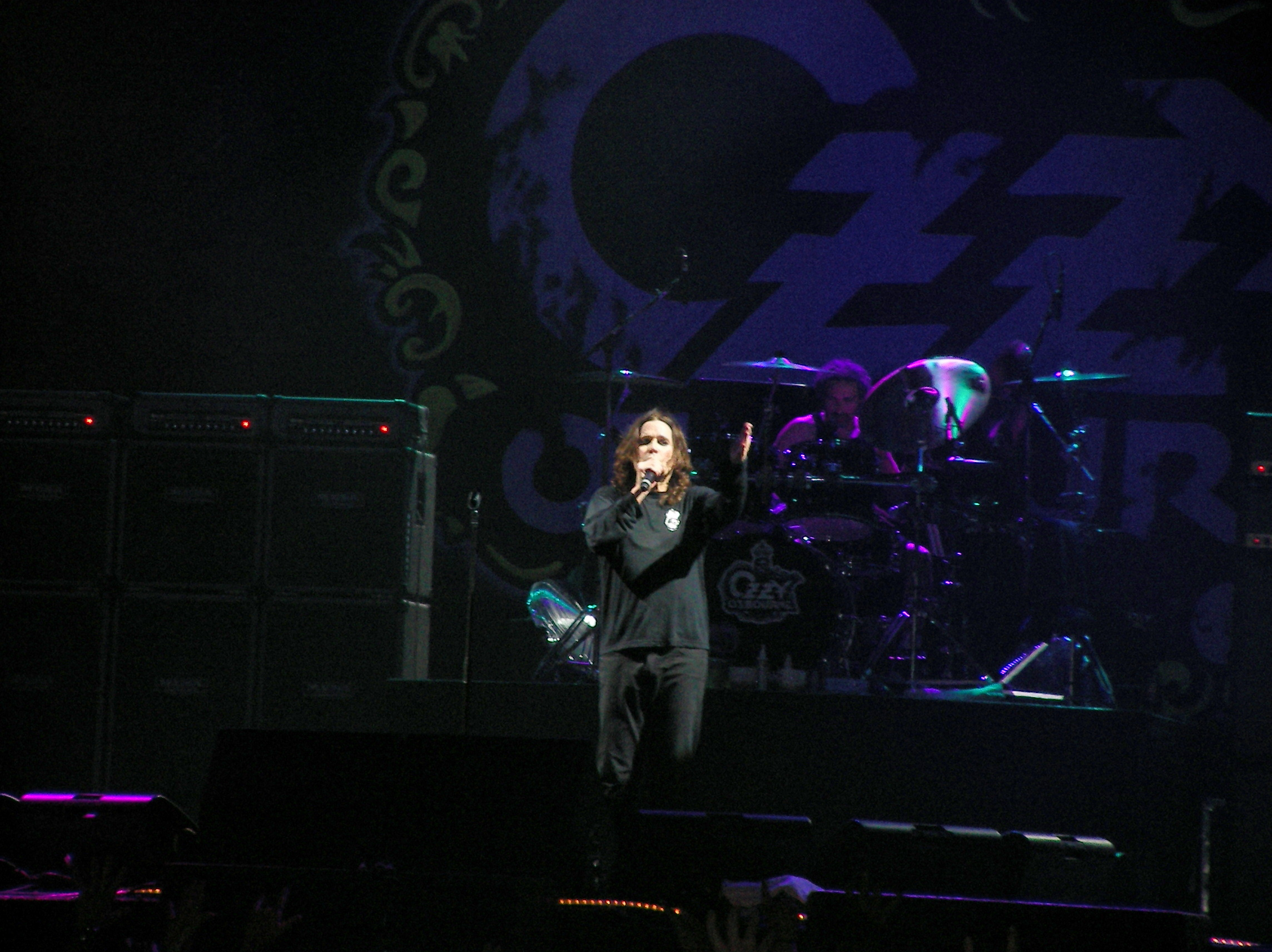
Ozzy Osbourne na Monsters of Rock w Hiszpanii (2007)

Monsters of Rock – festiwal muzyczny o charakterze rockowym odbywający się co rok w różnych miastach.
W Moskwie w roku 1991 koncert dały takie grupy jak AC/DC, Pantera, Metallica. Według różnych źródeł, przyszło wtedy ponad 700 000 osób, a nawet 1,5 miliona.
Ta edycja festiwalu była najsłynniejsza z powodu czasu i miejsca. Do Rosji powiało świeże powietrze z Zachodu, upadł Mur Berliński, zaczęto reformy, a kraj otworzył się na świat. Koncert był hołdem dla tych, którzy w wolnościowych zamieszkach stracili zdrowie i życie, a jednocześnie symbolem rozpoczęcia nowego rozdziału w historii Rosji. Nie bez przyczyny wideo z tej imprezy nazwane zostało od jednego z utworów AC/DC „For Those About To Rock – We Salute You."
Porządku na imprezie pilnowały rosyjskie służby bezpieczeństwa, wojsko i milicja, czego skutkiem była ogromna ilość brutalnych pobić, bójek i interwencji lekarskich. W pewnym momencie koncert został przerwany, a organizatorzy zaapelowali o bardziej pokojowe zachowanie. Impreza skończyła się późnym wieczorem. Do Polski również zawitał Monsters of Rock. 13 sierpnia 1991 roku na Stadionie Śląskim w Chorzowie zagrały: AC/DC, Metallica oraz Queensryche. Edycję chorzowską tego festiwalu obejrzało ok. 70 000 osób.
Wcześniejsze i późniejsze edycje tego festiwalu również przyciągały tłumy ludzi, grały na nich zespoły takie jak m.in. Iron Maiden, Van Halen, Ozzy Osbourne, Judas Priest, Whitesnake, KISS, Aerosmith, jednak nie towarzyszył im taki szum medialny oraz frekwencja.

## Monster of Rock w Wielkiej Brytanii

### 1980
16 sierpnia
- Rainbow
- Judas Priest
- Scorpions
- April Wine
- Saxon
- Riot
- Touch

### 1981
22 sierpnia
- AC/DC
- Whitesnake
- Blue Öyster Cult
- Slade
- Blackfoot
- More
- Tommy Vance (DJ)

### 1982
21 sierpnia
- Status Quo
- Gillan
- Saxon
- Hawkwind
- Uriah Heep
- Anvil
- Tommy Vance (DJ)

### 1983
20 sierpnia
- Whitesnake
- Meat Loaf
- ZZ Top
- Twisted Sister
- Dio
- Diamond Head
- Tommy Vance (DJ)

### 1984
18 sierpnia
- AC/DC
- Van Halen
- Ozzy Osbourne
- Gary Moore
- Y&T
- Accept
- Mötley Crüe
- Tommy Vance (DJ)

### 1985
17 sierpnia
- ZZ Top
- Marillion
- Bon Jovi
- Metallica
- Ratt
- Magnum
- Tommy Vance (DJ)

### 1986
16 sierpnia
- Ozzy Osbourne
- Scorpions
- Def Leppard
- Motörhead
- Bad News
- Warlock
- Tommy Vance (DJ)

### 1987
22 sierpnia
- Bon Jovi
- Dio
- Metallica
- Anthrax
- W.A.S.P.
- Cinderella
- The Bailey Brothers (DJ’s)

### 1988
20 sierpnia
- Iron Maiden
- KISS
- David Lee Roth
- Guns N’ Roses
- Megadeth
- Helloween
- Neal Kaye
- The Bailey Brothers (DJ)

### 1989
Brak edycji festiwalu

### 1990
18 sierpnia
- Whitesnake
- Aerosmith
- Poison
- Quireboys
- Thunder

Festiwal relacjonowany na żywo przez BBC Radio 1.

### 1991
17 sierpnia
- Pantera
- AC/DC
- Metallica
- Mötley Crüe
- Queensrÿche
- The Black Crowes

### 1992
22 sierpnia
- Iron Maiden
- Skid Row
- Thunder
- Slayer
- W.A.S.P.
- The Almighty
- Vanessa Warwick

### 1993
Brak festiwalu

### 1994
4 czerwca
Główna scena:
- Aerosmith
- Extreme
- Sepultura
- Pantera
- Therapy?
- Pride and Glory

Mała scena:
- The Wildhearts
- Terrorvision
- Skin
- Biohazard
- Cry of Love
- Headswim

### 1995
26 sierpnia
- Metallica
- Therapy?
- Skid Row
- Slayer
- Slash’s Snakepit
- White Zombie
- Machine Head
- Warrior Soul
- Corrosion of Conformity

### 1996
17 sierpnia
Główna scena:
- KISS i Ozzy Osbourne
- Sepultura
- Biohazard
- Dog Eat Dog
- Paradise Lost
- Fear Factory

scena Kerrang!:
- KoЯn
- Type O Negative
- Everclear
- 3 Colours Red
- Honeycrack
- Cecil

### 2006
3 czerwca
- Deep Purple
- Alice Cooper
- Journey
- Thunder
- Queensryche
- Ted Nugent
- Roadstar

## Monsters of Rock w pozostałych miejscach

### Argentyna

#### 1994
Buenos Aires, Estadio Monumental Antonio Vespucio Liberti – 3, 4 września
- KISS
- Black Sabbath
- Slayer
- Suicidal Tendencies
- Hermética
- Manowar (koncert nie odbył się)

#### 1995
Buenos Aires, Estadio Ricardo Etcheverry – 9 września
- Ozzy Osbourne
- Alice Cooper
- Megadeth

#### 1998
Buenos Aires, Estadio José Amalfitani – 12 grudnia
- Iron Maiden (jako główna gwiazda)
- Slayer
- Soulfly
- Helloween
- Angra

#### 2005
Buenos Aires, Estadio Ricardo Etcheverry – 11 września
- Judas Priest (główna gwiazda)
- Whitesnake
- Rata Blanca
- Tristemente Celebres
- Lörihen

### Chile

#### 1998
Santiago, Chile Velódromo del Estadio Nacional – 12 grudnia
- Helloween
- Anthrax
- Slayer
- Panzer

### Brazylia

#### 1994
São Paulo, Estádio do Pacaembu
- KISS
- Black Sabbath
- Slayer
- Suicidal Tendencies
- Viper
- Raimundos
- Angra
- Dr. Sin

#### 1995
São Paulo, Estádio do Pacaembu
- Ozzy Osbourne
- Alice Cooper
- Megadeth
- Faith No More
- Paradise Lost
- Therapy?
- Clawfinger
- Rata Blanca
- Virna Lisi

#### 1996
São Paulo, Estádio do Pacaembu – 24 sierpnia, 1996
- Héroes del Silencio
- Mercyful Fate
- King Diamond
- Helloween
- Raimundos
- Biohazard
- Motörhead
- Skid Row
- Iron Maiden

#### 1998
São Paulo, Pista de Atletismo do Ibirapuera – 24 sierpnia 1998
- Dorsal Atlântica
- Korzus
- Glenn Hughes
- Savatage
- Saxon
- Dream Theater
- Manowar
- Megadeth
- Slayer

### Bułgaria

#### 2006
Warna, Bułgaria – 1-8 sierpnia
Festiwal odwołano
Miały wystąpić następujące zespoły:
- Motörhead
- Morbid Angel
- Saxon
- UFO
- Kreator
- Axel Rudi Pell
- Masterplan
- U.D.O.
- Gamma Ray
- Nevermore
- Gotthard
- Anthrax
- Metal Church
- Edguy
- Tony Martin
- Annihilator
- Michael Schenker Group
- Opeth
- Brazen Abbot
- We
- Overkill
- Doro
- Victory
- Fear Factory
- Onslaught
- Atrocity
- Leave's Eyes
- Rose Tattoo
- Doomfoxx
- Holy Moses
- Uli Jon Roth
- Reckless Tide
- Ektomorf
- Delirious
- The Bronx Casket Co.
- Nikki Puppet
- Hellfueled
- Noise Forest
- Gorilla Monsoon
- The Birthday Massacre
- Suidakra
- Fleshgore
- L.O.S.T.
- Post Scriptum
- Cornamusa
- Everfest
- Justice
- SJK
- Celtic Frost
- H-Blockx
- Orphaned Land
- Thunderbolt
- Silent Madness
- Disbelief
- Dreamland
- Archeon
- Holyland
- Diva Int.
- Enthrallment
- Knight Errant
- The Revenge Project
- Frogcircus
- Definitive
- Pooria
- Sarah
- Damon
- Manam Hastam

### Francja

#### 1988
- Paryż, Palais Omnisports de Paris-Bercy – 24 i 25 września
- Iron Maiden
- Trust
- Anthrax
- Helloween
- Guns N’ Roses

#### 1990
- Paryż, Parc des princes – Vincennes
- Thunder
- Quireboys
- Poison
- Aerosmith
- Whitesnake

### Niemcy

#### 1983
- Norymberga, Zeppelinfeld – 2 września
- Whitesnake
- Blue Öyster Cult
- Thin Lizzy
- Saxon
- Meat Loaf
- Motörhead
- Twisted Sister

#### 1984
- Karlsruhe, Wildparkstadion – 1 września
- Norymberga, Stadion Nürnberg – 2 września
- AC/DC
- Van Halen
- Gary Moore
- Dio
- Accept
- Ozzy Osbourne
- Mötley Crüe

#### 1988
- Schweinfurt, Mainwiesen – 27 sierpnia
- Bochum, Ruhrland Stadion – 28 sierpnia
- Iron Maiden
- David Lee Roth
- KISS
- Anthrax
- Testament (zamiast Megadeth)
- Great White
- Treat

#### 1991
- Moguncja, Finthen Army Airfield – 7 września
- AC/DC
- Metallica
- Mötley Crüe
- Queensrÿche
- The Black Crowes

### Włochy

#### 1988
- Modena, Festa de l'Unità – 9 września
- Iron Maiden
- KISS
- Megadeth
- Anthrax
- Helloween

#### 1992
- Reggio Emilia, Festa de l'Unità – 12 września
- Warrant
- Testament
- Pantera
- Megadeth
- Black Sabbath
- Iron Maiden
- Slayer

### Holandia

#### 1988
- Tilburg, Willem II Stadion – 4 września
- Iron Maiden
- David Lee Roth
- KISS
- Anthrax
- Helloween
- Great White

### Polska

#### 1991
- Chorzów, Śląski Stadion – 13 sierpnia
- AC/DC
- Metallica
- Queensrÿche

### Hiszpania

#### 1988
- Pampeluna, Plaza de Toros – 17 września
- Madryt, Casa de Campo – 18 września
- Barcelona, Plaza de Toros – 22 września
- Iron Maiden
- Metallica
- Anthrax
- Helloween

#### 2006
- Saragossa, Feria de Zaragoza – 18 czerwca
- Scorpions
- Whitesnake
- Saxon
- W.A.S.P.
- Apocalyptica
- Primal Fear

### Szwecja

#### 1984
- Sztokholm, Råsundastadion – 25 sierpnia
- AC/DC
- Van Halen
- Mötley Crüe

#### 1986
- Sztokholm, Råsundastadion – 23 sierpnia
- Scorpions
- Ozzy Osbourne
- Def Leppard

### USA

#### 1988
- San Francisco, Candlestick Park – 16 czerwca
- Kingdom Come
- Metallica
- Dokken
- Scorpions
- Van Halen